# ハム駅
ハム駅（ハムえき、ドイツ語: Bahnhof Hamm (Westfalen)）はドイツノルトライン＝ヴェストファーレン州アルンスベルク行政管区ハムにあるドイツ鉄道（DB）の鉄道駅。

## 駅構造
ホーム内に12線ある。

## 駅周辺
- ザンクト・マリーエン病院

## 歴史
- 1847年5月 - ケルン-ミンデン鉄道会社の駅として開業。

## 隣の駅
ドイツ鉄道
ICE10
ドルトムント中央駅/ハーゲン中央駅 - ハム駅 - ビーレフェルト中央駅
ICE43・IC/EC32・IC55
ドルトムント中央駅 - ハム駅 - ギュータースロー中央駅
IC26
ドルトムント中央駅 - ハム駅 - ミュンスター中央駅
IC51
ドルトムント中央駅 - ハム駅 - ゾースト駅
RE1
カーメン駅 - ハム駅 - ソースト駅
RE6
カーメン駅 - ハム駅 - ヘエッセン駅
RE7
ベーネン駅 - ハム駅 - ドレンシュタインフルト駅
RE11
ノルトベッゲ駅 - ハム駅
ユーロバーン
RE3
ノルトベッゲ駅 - ハム駅
RE13
ベーネン駅 - ハム駅
RB69
ボックム＝ヘーフェル駅 - ハム駅 - ヘーセン駅
RB89
ボックム＝ヘーフェル駅 - ハム駅 - ヴェルヴァー駅